# Znaj.ua
Znaj.ua — новинне інтернет-ЗМІ. Входить до холдингу «Знай Медіа». Новини на сайті доступні українською та російською мовами. Неодноразово було помічене у поширенні неправдивої інформації та замовних матеріалів. Дослідження про псевдосоціологів та прихованих піарників, опубліковане на сайті Texty.org.ua, позиціонує Znaj.ua як наближене до Віктора Медведчука.
У квітні 2020 року Znaj.ua показало найгірші показники дотримання журналістських стандартів, за результатами аналізу, проведеного Інститутом масової інформації (ІМІ) серед 19 ЗМІ. У середньому на сайті лише 16 % матеріалів написано без порушення професійних стандартів, переважно це перепости з інших українських медіа. 75 % матеріалів на ресурсі мають оціночні судження.

## Опис
На сайті є 22 новинні рубрики, найпопулярніші з них: політика, суспільство і техно. Головний напрямок новин — соціальний. Крім цього на сайті можна знайти політичні новини, новини останніх технологій, досьє на політиків і відомих особистостей, рецепти і кулінарію, новини шоу-бізнесу, спорту і науки. Також на сайті можна щодня прочитати прогноз погоди, курс валют, гороскопи, добірки анекдотів і жартів. У розділі досьє можна дізнатися інформацію про політиків України, а також ознайомитися з їх фото та найважливішими відеозаписами, пов'язаними з ними. Під важливі свята, політичні, або соціальні події на сайті створюються спецпроєкти, де публікуються новини, які стосуються зазначеної теми. Станом на квітень 2019 на сайті були створені спеціальні теми під вибори президента в Україні 2019 та Великдень.

## Історія
Створений 2015 року. Структура власності «Знай медіа» достеменно невідома Аналіз підрозділом Atlantic Council по боротьбі з фейковими новинами Digital Forensic Research Lab показав що «Знай медіа» скоріше за все є підрозділом української PR агенції Pragmatico.
За короткий проміжок часу став одним з найвідвідуваніших онлайн-ЗМІ України. Станом на квітень 2019 року видання мало найбільшу кількість «лайків» у Facebook серед всіх медіа в Україні: в Facebook станом на квітень 2019 року було підписано більш ніж 2.4 млн людей, з яких згідно з методологією компанії Artellence начебто лише 0.1 % від загальної кількості були боти.

### Блокування у Facebook 2019 року
16 вересня 2019 року Facebook вилучив сторінки, котрі належали сайту Znaj.ua та партнерським сайтам через розповсюдження фейків. За словами Натаніеля Ґляйхера, всі ці сторінки у FB належали київській фірмі Pragmatico, яка витратила на розкрутку своїх сторінок у Facebook понад 1,6 млн доларів і залучила таким чином понад 4 млн фоловерів у мережі Facebook. Ґляйхер також зазначив, що «Люди, що стояли за цією діяльністю, використовували підроблені облікові записи для управління групами та низкою сторінок. Деякі з них з часом змінювали свої назви для посилення залучення, поширення контенту та заходу людей на позаплатформові сайти, що позиціювалися як новинні видання.»
17 вересня 2019 року керівництво Znaj.ua оприлюднило офіційну заяву з приводу блокування сторінки у мережі Facebook, в якій заперечували всі звинувачення адміністрації Facebook.
18 вересня 2019 року було оприлюднено документальний фільм-розслідування «Я-бот» створений Слідство.Інфо/Hromadske.TV, в якому журналіст-розслідувач Василь Бідун півтора місяця працював під прикриттям на київській ботофермі, що належить Pragmatico. Журналіст виявив, що Pragmatico працювало на користь однієї з парламентських партій України та одного з кандидатів у президенти.

## Популярність
Створений 2015 року й за невеликий проміжок часу увійшов в топ-20 українських інтернет-ЗМІ згідно з даними ІнАУ. Через рік, в 2016, потрапляє в топ-10 українських інтернет-ЗМІ згідно з даними ІнАУ.
На початку 2017 Інтернет асоціація України (ІнАУ) опублікувала рейтинг, де Znaj.ua вже був на 12 місці новинних сайтів які відвідують з українських IP. Через рік сайт піднявся у популярності і вже у березні 2019 року Znaj.ua займав 6 місце в топ 100 новинних сайтів які відвідують з українських IP. Але вже у липні 2019 року популярність сайту зменшилася і він змістився на 9 сходинку.

## Оцінки та критика
- У жовтні 2018 року Інституту масової інформації, який досліджує дотримання журналістських стандартів, оприлюднив «антирейтинг українських ЗМІ» згідно з яким видання Znaj.ua часто поширює маніпуляції та недостовірну інформацію.[21][4]
- У березні 2019 року видання Європейська правда оцінила роль сайту Znaj.ua як одного з провідних маніпуляторів, які брали участь у багатокроковій кампанії з поширення фейку про скасування безвізу України з ЄС. Сайт кілька разів поширював початково опубліковану у виданні Politeka неправдиву і вигадану новину. Znaj.ua був оцінений як «портал з вкрай сумнівною репутацією, але високою популярністю».[22]
- У квітні 2020 року Znaj.ua показало найгірші показники дотримання журналістських стандартів, за результатами аналізу, проведеного Інститутом масової інформації (ІМІ) серед 19 ЗМІ. У середньому на сайті лише 16 % матеріалів написано без порушення професійних стандартів, переважно це перепости з інших українських медіа. 75 % матеріалів на ресурсі мають оціночні судження[9].